# Culture de Gaudo
La Culture de Gaudo est une culture énéolithique qui se développe à partir de la fin du IVe millénaire av. J.-C. et durant le IIIe millénaire av. J.-C. dans le sud de l'Italie. Son nom vient de la nécropole de Spina-Gaudo située dans la province de Salerne à 2 km du site antique de Paestum, non loin de l'embouchure de la rivière Sélé.
Des objets de cette culture sont connus et ont été récupérés dès l'Antiquité. Durant le Ve siècle av. J.-C. et/ou le IVe siècle av. J.-C., des colons grecs ont par exemple déposé des poignards en silex vraisemblablement issus de tombes dans un sanctuaire antique du site de Paestum. Au XVIIIe siècle, des objets ont également été récupérés par des érudits. Ainsi, un poignard en silex et un vase ont été rapportés d'Italie en Angleterre par Sir Hamilton.
Le site éponyme de cette culture a été découvert vers la fin de l'année 1943, au cours de la campagne d'Italie, lors de la construction de l'aérodrome de Gaudo. Plusieurs tombes ont été exhumées. L’officier britannique et archéologue, le lieutenant John G. S. Brinson, a procédé à la fouille scientifique de plusieurs d'entre elles. Plusieurs campagnes de fouilles ont été menées les années suivantes, notamment par P.C. Sestieri,,,, des recherches ont également été menées dans les années 1960.
Encore aujourd'hui, cette culture est essentiellement documentée par les sites funéraires. Elle a d'ailleurs parfois été interprétée comme un faciès funéraire,,.

## Chronologie et répartition géographique

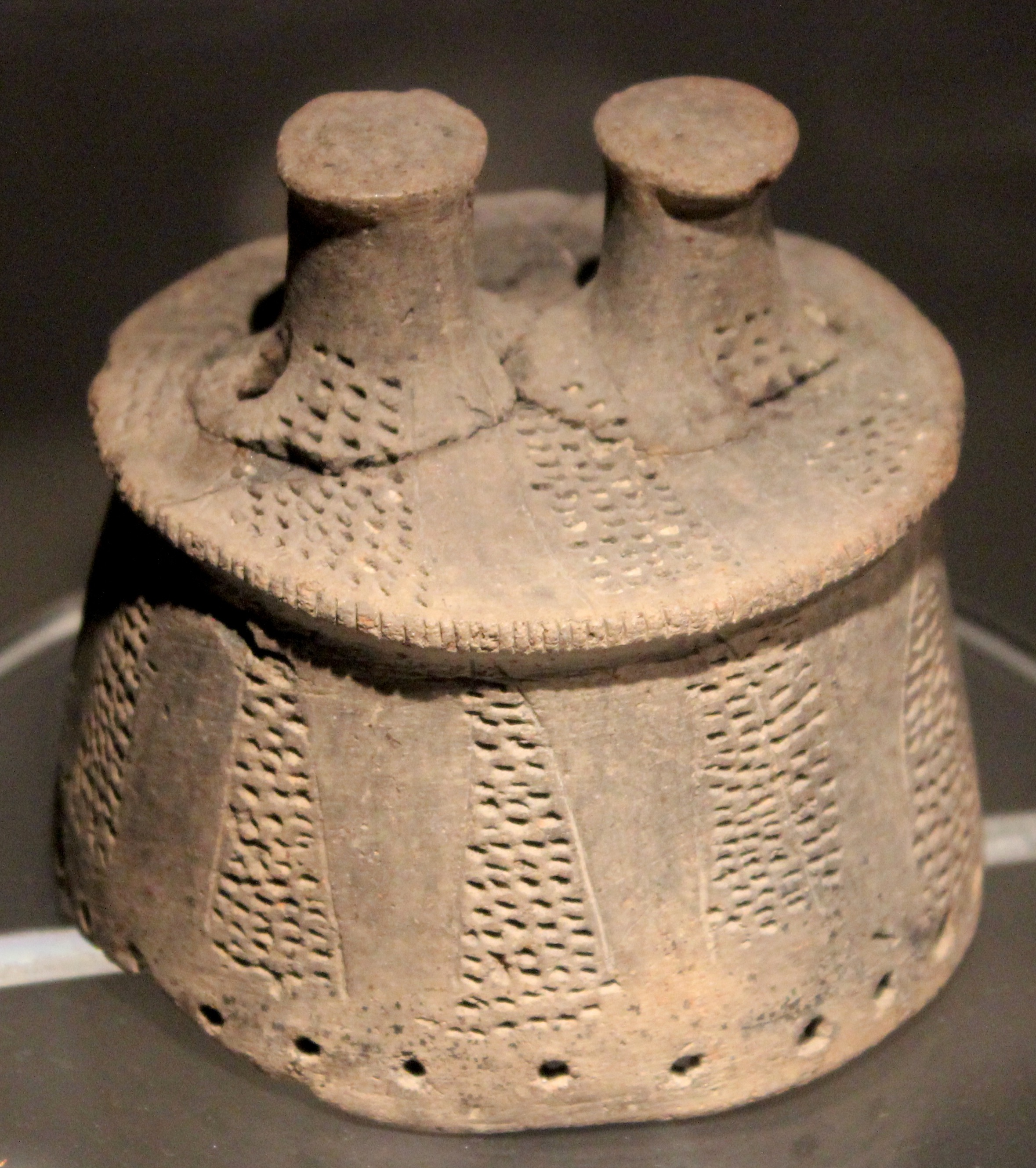
Céramique de la culture de Gaudo

### Chronologie et origines
Il y encore dix ans, la datation de cette culture était extrêmement imprécise, faute de datations radiocarbones. Les recherches récentes permettent désormais de donner un cadre chronologique assez clair. La culture de Gaudo se développe à partir de 3150 av. J.-C. et s'achève vers 2300 av. J.-C environ.
Ses origines sont sans doute à rechercher dans la culture de Taurasi, identifiée récemment en Campanie,,. Cette dernière se développe entre 3500 et 3250 av. J.-C. environ.
La culture de Gaudo est remplacée progressivement par la culture de Laterza. Celle-ci est apparue dès 2950 av. J.-C. environ dans le sud-est de la péninsule italienne.

### Répartition géographique
La culture de Gaudo se développe essentiellement du sud de la Campanie jusqu'au centre du Latium où elle coexiste avec les cultures de Rinaldone et d'Ortucchio entre 3130 et 2870 av. J.-C. et même au-delà,,,. Quelques sites sont connus au-delà de cette région, par exemple dans le nord de la Calabre, dans les Pouilles et dans les Abruzzes.

### Influences
Cette culture témoigne de nombreuses influences, notamment des régions orientales de la Méditerranée, par exemple du bassin de l'Égée et de l'Anatolie,,. Les caractéristiques de certaines, productions comme la céramique, ou les armes en métal, ont même conduit certains chercheurs à supposer que ces communautés venaient des régions égéennes et anatoliennes,. Cette hypothèse est désormais globalement rejetée.
En Italie, les influences entre la culture de Gaudo et les cultures contemporaines sont visibles dans de nombreux sites, notamment ceux situés dans les marges de son aire de développement,. Ainsi, à Tenuta della Selcetta 2, dans la banlieue sud de Rome, des céramiques de style Rinaldone et Gaudo ont été découvertes associées dans une même sépulture. D'autres sites du Latium témoignent également de ces influences multiples : à Maccarese - Le Cerquete Fianello, de la céramique de type Conelle, Rinaldone et Gaudo a été découverte.
L'influence de la culture Gaudo se fait même sentir au-delà puisque dans la grotte des Sassi Neri dans la région de Capalbio en Toscane est présente de la céramique dont la forme est proche de celle de la culture campanienne. D'autres éléments méridionaux des cultures de Gaudo et de Laterza apparaissent jusque dans des sépultures de Toscane, comme les vases en bouteille, les vases biconiques, les écuelles carénée, etc. On trouve également des types de vase, comme les fiasques, dont la typologie est comparable à celle des fiasques de la culture d'Abealzu en Sardaigne,,, et inversement un vase très proche par sa forme et son décor de ceux de la culture sarde de Monte Claro a été découvert dans un site de la péninsule en contexte Gaudo. Il existe enfin des ressemblances entre certains types de céramique de la culture Gaudo et ceux des cultures contemporaines de Sicile.

## Mode de vie
Plusieurs éléments ont conduit certains chercheurs à supposer que la population de la culture Gaudo était nomade. Le premier argument est l'extrême rareté des villages connus jusqu'à présent, ce qui laisse penser que les communautés vivaient dans des structures très légères qui n'ont laissé aucun vestige archéologique. De telles structures seraient compatibles avec une forte mobilité, à l'inverse de villages "en dur".
En outre, plusieurs éléments suggèrent une prédominance de l'élevage dans le mode de vie de la population,. Les analyses de l'émail des dents des défunts suggèrent qu'ils se nourrissaient surtout de viande. La présence d'ossements d'animaux domestiques, par exemple de bovins, dans les sépultures témoigne d'ailleurs de la consommation de ces animaux. On observe en outre dans plusieurs cas l'inhumation de chiens aux côtés des défunts. Les chiens seraient importants dans cette culture du fait de leur rôle dans la conduite des troupeaux. Enfin, on note la présence de sites en haute altitude dans des zones peu favorables à l'agriculture mais propices au pâturage des troupeaux. L'ensemble de ces arguments suggèrent donc que la population Gaudo a pu être au moins en partie constituée de pasteurs nomades.
Néanmoins, la réalité est probablement nettement plus nuancée. L'élevage est certes clairement attesté, mais ne concerne pas que des animaux potentiellement mobiles comme les bovins. Ainsi, parmi les animaux dont les ossements ont été découverts dans la nécropole de Pontecagnano, on trouve non seulement des moutons, des chèvres, des bovins, des chiens mais aussi des porcs. Ces derniers n'ont en aucun cas pu être intégrés à des pratiques de pastoralisme. En outre, les sites dans les plaines fertiles ne sont pas rares. Enfin, il existe clairement quelques villages sédentaires. D'ailleurs, à Selva dei Muli dans le Latium, des meules et des molettes indiquent le travail des plantes, sans doute des céréales.
D'autres activités sont attestés, par exemple la pêche. Des poids de filet ont ainsi été identifiés toujours dans le site de Selva dei Muli. Il existe également des témoignages de la pratique de la chasse. Des défenses de sanglier ont par exemple été découvertes dans certaines tombes.
Outre les activités de subsistance, la population de la culture Gaudo pratiquait différentes activités artisanales destinées à entre autres à la réalisation de la poterie, des outils et des armes en silex et en métal.

## Occupation du territoire et habitat

### Occupation du territoire
Il y a très peu de données sur les sites domestiques dans l'aire de répartition principale de cette culture, c'est-à-dire la Campanie. Les rares exceptions sont très mal documentées, comme le site de Fratte près de Salerne. Les rares habitats connus sont dans les marges de l'aire de répartition de cette culture, par exemple dans le Latium. Ils se développent généralement près ou dans des territoires favorables à l'agriculture, comme le site de Le Coste dans la vallée du Fucin dans les Abruzzes.
Les grottes naturelles sont fréquentées au moins dans la région de Naples.
L'analyse globale de la répartition des sites, en incluant donc les sites funéraires, montre que beaucoup sont situés près ou sur les voies de circulation entre les différentes régions, par exemple les vallées. C'est le cas par exemple du site de Toppo Dagguzzo, dont l'attribution culturelle est néanmoins discutée puisqu'il appartient peut-être de la culture de Taurasi,. Ce site fortifié se situe sur un relief en position stratégique à la confluence de vallées qui relient la Campanie, les Pouilles et la Basilicate.
Les zones côtières, quant à elles, ne semblent pas avoir eu d'importance particulière. À l'exception de la nécropole de Spina-Gaudo, les sites n'y sont pas plus riches que ceux de l'intérieur. Néanmoins, des découvertes et des analyses récentes semblent montrer que la mer a pu avoir un rôle dans les échanges, notamment de cuivre, soit sous la forme de métal, soit sous la forme de minerai.

### Les villages
La documentation sur la structure des villages est très limitée. Toutefois, Selva dei Muli dans la région de Frosinone dans le sud du Latium donne des informations importantes. Ce site est entouré d'un fossé et d'une palissade dont le rôle défensif ne fait pas de doute. Une cabane rectangulaire de 10 mètres de long a été fouillée. Elle était constituée de matériaux périssables, notamment de bois puisque seuls les trous de poteaux ont pu être identifiés. Les trous de poteaux permettent également d'identifier d'autres structures qui ont pu servir à grouper le bétail.
Des informations indirectes sur la structure des cabanes sont données par la céramique. On a découvert dans plusieurs tombes des couvercles en terre-cuite dont la morphologie et les décors étaient très vraisemblablement des représentations de huttes. Ces dernières sont de forme cylindrique et leur toit est un cône assez aplati.

## Productions matérielles

### Céramique

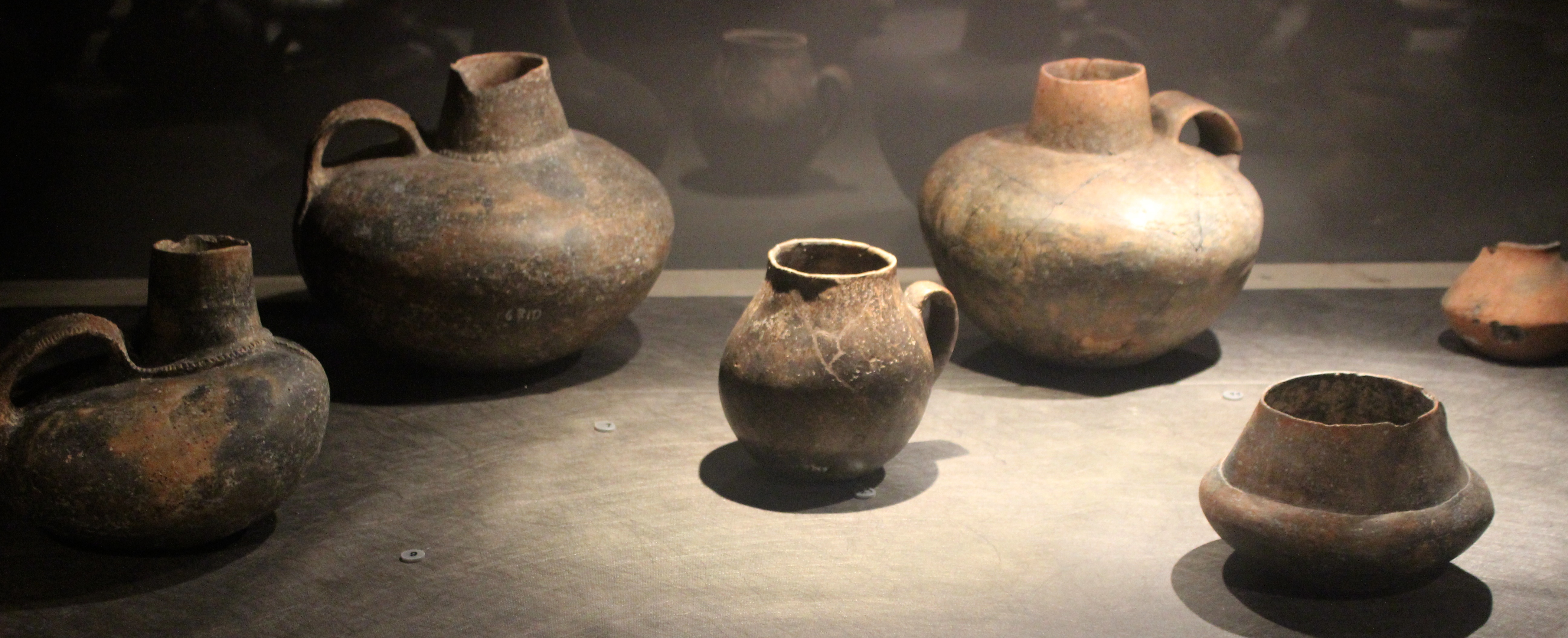
Céramiques de la culture Gaudo

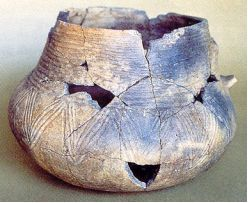
Vase de la culture Gaudo

La céramique est relativement abondante dans les sépultures. Bien que sa réalisation soit assez soignée, on observe fréquemment des défauts de cuisson visibles par exemple par l'alternance de taches rougeâtres et de taches sombres. Les vases sont de formes assez variées. On retrouve des askos, des urnes, des fiasques, des amphores, des marmites, des cruches, des pyxides, des bocaux, des tasses, des verres, des assiettes, des plats et des salières (vases doubles). Quelques vases miniatures sont connus.
Le décor est souvent relativement limité, sauf sur certains vases. Il est constitué d'incisions et d'impressions formant des décors géométriques (traits, zigzags, etc.). En dehors des cabanes représentées par la forme et le décor de quelques couvercles, il n'y a jamais de représentations figurées. Plus rarement, on trouve des décors constitués d'applications d'argile, par exemple des décors "en écaille".

### Outillage en roche taillée
L'outillage en roche taillée est essentiellement documenté par les objets découverts dans les tombes. Les éléments en pierre taillée dans les villages sont en effet généralement très rares. Ainsi, à Selva dei Muli, malgré l'extension importante des fouilles, on en a découvert qu'une quarantaine, essentiellement des galets de silex d'origine locale débités par percussion ainsi que 3 ou 4 pointes de flèche. Le site de Le Coste dans les Abruzzes se distingue toutefois par la présence d'un atelier de production de pointes de flèche en silex.

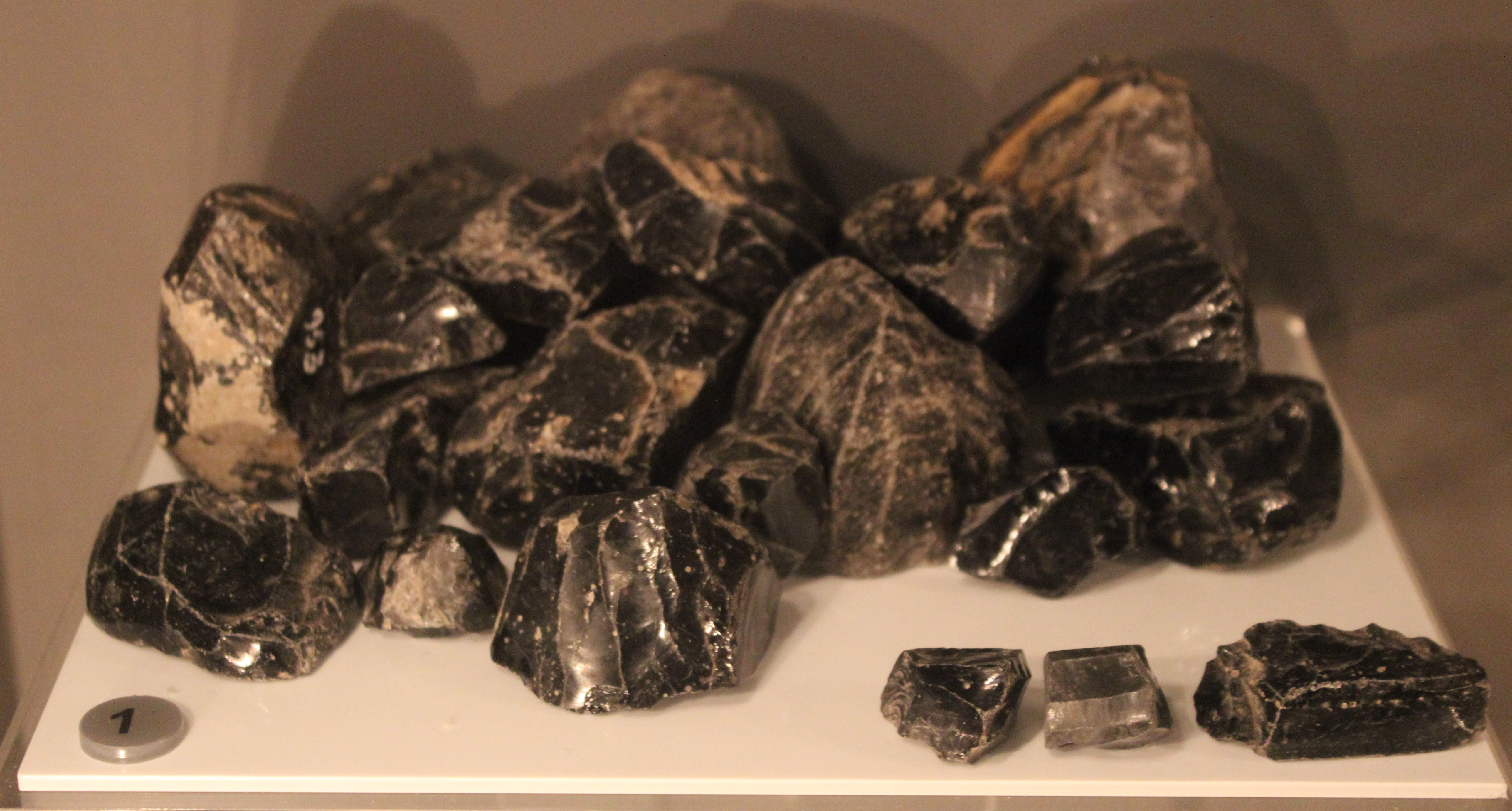
Fragments d'obsidienne de la culture Gaudo

En dehors des matières premières locales, la population de la culture Gaudo exploitait d'autres types de roche.
L'obsidienne est cependant très rare. Parmi les éléments dans cette matière associés à des sites de cette culture, trois ont été découverts dans le site de Selva dei Muli. Ils proviennent des îles de Palmarola et de Lipari. Une pointe de flèche dans la même matière a été découverte dans une sépulture de Tor Pagnota près de Rome.
Les tombes se distinguent par la présence d'objets réalisés en silex du Gargano. Cette matière première a peut-être été exploitée directement par des communautés Gaudo car on a découvert des sépultures supposées de cette culture dans l'ancienne mine de Valle Sbernia/Valle Guariglia près de Peschici,. Toutefois, l'attribution de ces inhumations à cette culture fait débat : elles pourraient également être attribuées à celle de Laterza.
Ce silex a été employé pour la réalisation de grandes lames par pression au levier qui mesuraient environ 21 cm de long, 41 mm de large et 11 mm d'épaisseur en moyenne. Ces dernières ont été presque systématiquement retouchées sous forme de poignards grâce à une fine retouche. Plus de 200 sont recensés. Beaucoup ont clairement été utilisés comme couteaux. On constate en effet que leurs bords, émoussés par l'usure, ont été ravivés. 
Au côté de ces poignards sur lame, on trouve également des poignards biface réalisés dans le même silex et de manière marginale dans d'autres silex. Plusieurs dizaines sont recensés. Ils sont réalisés sur des gros éclats ou sur des blocs de silex. La retouche très soigneuse couvre l'ensemble de leur surface. Ils mesurent entre 10 cm et plus de 30 cm de long. Certains présentent également des traces d'utilisation comme couteaux.
Les pointes de flèche sont nettement plus nombreuses que les poignards. Beaucoup sont également en silex du Gargano. Elles sont le plus souvent très bien réalisées. Les dimensions importantes de certaines (plus de 10 cm) rend leur utilisation pratique très douteuse.
On note enfin la présence d'armatures tranchantes dans diverses matières premières. On ignore encore si elles ont été utilisées comme projectile ou comme éléments coupants insérés dans un manche.

### Outillage en os et bois de cervidé
L'outillage en os et en bois de cervidé était important au moins dans le village de Selva dei Muli. Toutefois, les outils en os sont très rares dans les sépultures. Cette matière était pourtant utilisée comme en témoignent les restes d'un emmanchement en os sur un poignard en métal de la nécropole de Pontecagnano.

### Outillage en pierre polie
Les éléments en pierre polie sont également marginaux dans la culture de Gaudo. Seuls quelques exemplaires sont documentés, tous de petites dimensions. Ainsi, dans le village de Selva dei Muli, seulement deux fragments de haches polies ont été découverts.

### Métallurgie
La métallurgie n'est documentée que par les objets découverts dans les tombes. Ils demeurent rares. En 1998, on comptabilisait 1,5% d'objets en métal sur les 2000 objets recensés dans l'ensemble des sépultures de cette culture. Certaines nécropoles importantes en sont totalement dépourvues, par exemple celle d'Eboli. Il s'agit pour l'essentiel de poignards. Leur typologie est relativement variée, mais beaucoup sont très allongés. Certains sont trop peu épais pour avoir eu un rôle fonctionnel, du moins comme arme : la lame se serait pliée au moment de l'impact. Ils auraient pu toutefois servir comme couteaux. On note également la présence de hallebardes : il s'agit de lames triangulaires larges, dont l'emmanchement était supposé perpendiculaire au manche,. Il n'existe qu'une petite hache, elle provient d'une tombe de la nécropole de Madonna delle Grazie à Mirabella Eclano.
Les poignards sont réalisés en cuivre arséniés. Quelques objets sont en cuivre pur. Deux anneaux sont en argent.
La morphologie de certains objets, comme certains poignards, est typique de la culture de Gaudo. Ils ont donc très probablement été réalisés par des artisans de cette culture. Toutefois, il n'y a pas de gisements de cuivre en Campanie. Le métal ou le minerai a donc été importé d'autres régions.

### Éléments de parure
Les éléments de parure sont rares. En dehors des deux anneaux évoqués plus haut, quelques épingles en os à tête en forme de T et quelques défenses de sanglier utilisés comme ornements sont connus,. On note également la présence d'un "bâton" en grès à tête arrondie découvert dans la nécropole de Madonna delle Grazie à Mirabella Eclano.

### Tissages
La présence de poids de métier à tisser et de fusaïoles dans plusieurs sépultures et dans le village de Selva dei Muli témoigne d'activités de tissage,. Les tissages eux-mêmes sont totalement inconnus.

## Pratiques funéraires et rituelles

### Les tombes

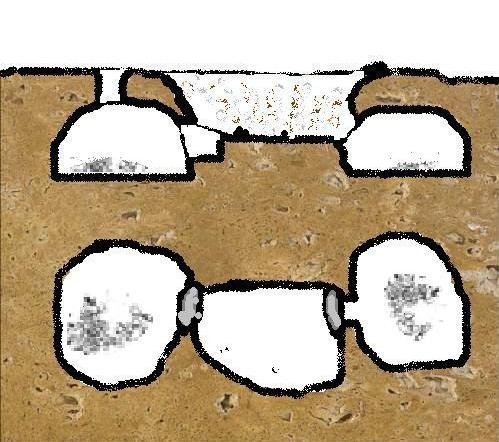
Tombe de la culture Gaudo, composée d'un puits d'accès avec antichambre et de deux chambres funéraires

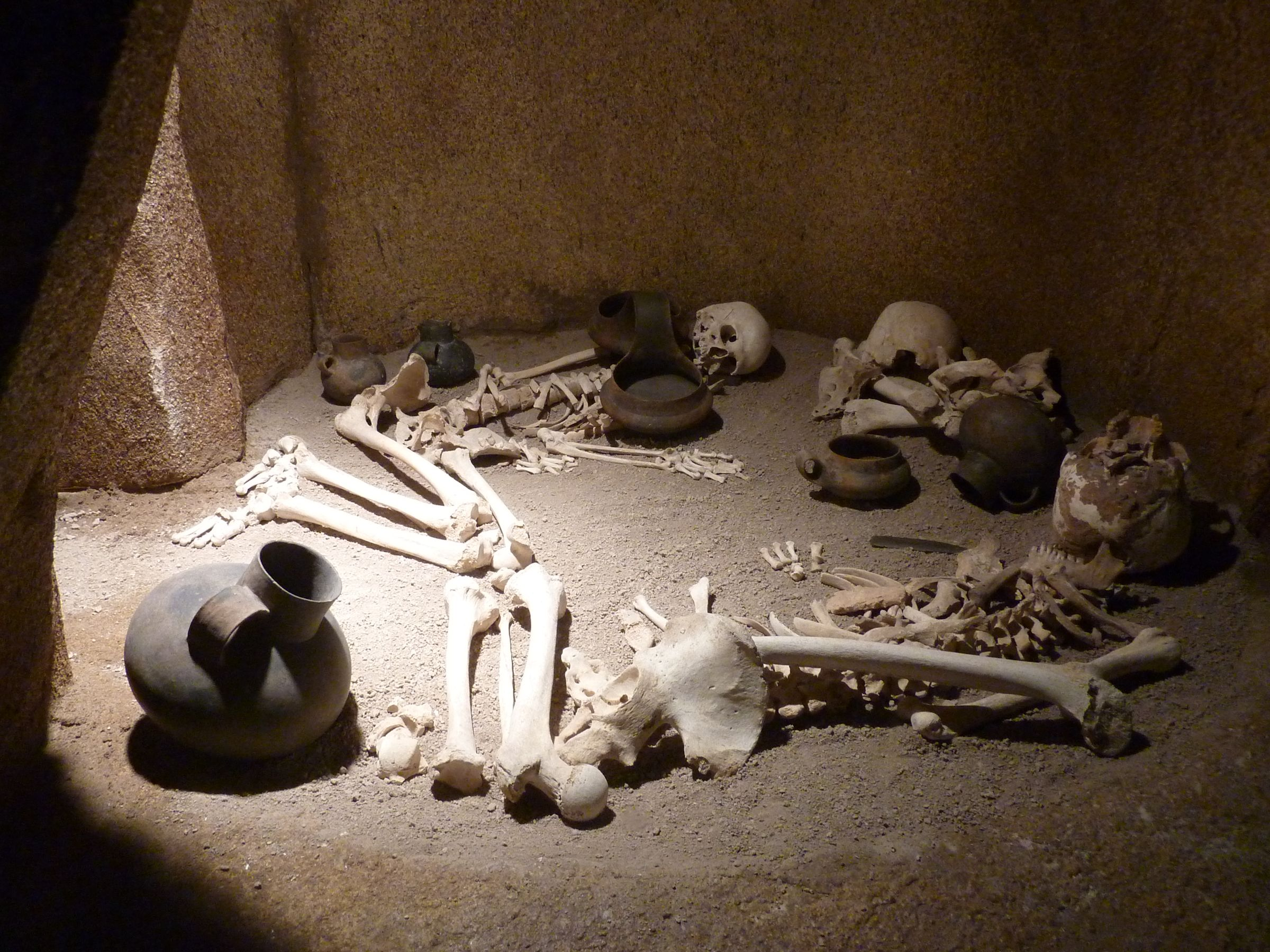
Reconstitution d'une sépulture au musée archéologique de Paestum

En dehors de quelques inhumations dans des grottes naturelles et de quelques tombes en fosse, les sépultures de la culture Gaudo se caractérisent par des petits caveaux artificiels auxquels on accède via un puits vertical. À Buccino, en Campanie, deux types de tombes sont attestés : des grands caveaux creusés en profondeur, des petits caveaux qui affleurent près de la surface.
Ces tombes sont regroupées en nécropole plus ou moins importantes. Celle de Spina Gaudo près de Paestum est probablement une des plus grandes. Elle occupe environ 2 000 m2. Les différentes campagnes de fouilles ont permis d'identifier 45 structures funéraires différentes. Il est néanmoins certains que beaucoup ont dû être détruites sans laisser de traces depuis la Préhistoire.

### Rituel funéraire
Le rituel funéraire est varié et complexe mais présente plusieurs régularités sur l'ensemble de la culture Gaudo. Tout d'abord, il apparaît probable que l'ensemble de la population n'avait pas accès à ces sépultures ; les nouveau-nés sont sous représentés, et il y a probablement eu une sélection des adultes déposés dans les tombes. À Pontecagnano, les jeunes enfants sont absents de la nécropole.
Le nombre d'inhumés dans chaque caveau est très variable, il existe même une structure funéraire totalement vide. Cependant, la plupart des sépultures ont été utilisées à maintes reprises. Lors d'une nouvelle inhumation, les ossements du défunt précédent étaient le plus souvent repoussés au fond de la chambre funéraire. Certaines tombes ont servi d'ossuaires. Les corps étaient accompagnés le plus souvent de céramiques et d'objets en roche taillée, notamment des poignards et des pointes de flèche.
Dans certains cas, de l'ocre était déposé sur le crâne des inhumés. Les objets découverts dans les puits d'accès de certaines tombes témoignent de rituels funéraires. Des vases ont par exemple été brisés volontairement,,. Parfois, des morceaux d'un même vase ont été déposés dans deux tombes différentes,.

### Autres pratiques rituelles
Dans le site néolithique de Palata 2 dans les Pouilles, une petite fosse contenait quelques fragments de céramique attribués à la culture de Gaudo. La présence d'os longs de bovins et de petits blocs de roche visiblement chauffés suggère son utilisation pour des pratiques rituelles.

## Structure sociale
La présence de tombes très riches en mobilier dans certaines nécropoles pourrait indiquer la présence d'une hiérarchie au sein des communautés de la culture de Gaudo. Dans la nécropole de Madonna delle Grazie à Mirabella Eclano, la tombe du Capo Tribù se distingue ainsi par la présence de plusieurs poignards en silex et en métal, de plusieurs dizaines de pointes de flèche, d'un objet en grès qui évoque un sceptre, et de nombreuses céramiques. L'ensemble de ces objets n'était peut-être associé qu'à un seul individu qui était accompagné du squelette d'un chien.
Pour Christian Jeunesse, la panoplie stéréotypée comprenant le poignard avec ses différentes variantes, la hache plate et l'alène à section rectangulaire qui émerge dans toute la Méditerranée occidentale et dans la culture de Gaudo témoigne « de l'émergence d'une nouvelle idéologie fondée sur une forte valorisation de l'individu et du guerrier très proche de celle que l'on associe traditionnellement à l'implantation, 8 ou 10 siècles plus tard, du Campaniforme ».

## Sites principaux
- Buccino (Campanie)[58]
- Caivano (Campanie)[68]
- Casalbore, localité Santa Maria dei Bossi (Campanie)[69]
- Eboli (Campanie)[57]
- grotte des Felci (île de Capri, Campanie)[70],[71]
- Madonna delle Grazie près de Mirabella Eclano (Campanie)[9],[17].
- Piano di Sorrento (Campanie)[72]
- Pontecagnano (Campanie)[73]
- Roggiano Gravina (Calabre)[74]
- Selva dei Muli (Latium)[42]
- Spina-Gaudo, près de Paestum (Campanie)[9]